# Indian Springs (Georgia)
Indian Springs è un census-designated place (CDP) degli Stati Uniti d'America, situato nello stato della Georgia, nella contea di Catoosa.